# Tokyo Metro typ 06
Tokyo Metro typ 06 (Tokyo Metro 06 series (jap. 東京地下鉄06系 Tōkyō Chikatetsu 06-kei)) – elektryczny zespół trakcyjny używany przez Tokyo Metro. Łącznie zbudowano 1 zestaw dziesięciowagonowy. Został on dostarczony w grudniu 1992 i wszedł do służby w marcu 1993. Jest używany na linii Chiyoda.

## Skład
| Wagon nr   | 1      | 2      | 3      | 4      | 5      | 6      | 7      | 8      | 9      | 10     |
| ---------- | ------ | ------ | ------ | ------ | ------ | ------ | ------ | ------ | ------ | ------ |
| Oznaczenie | CT1    | M1     | T      | M2     | Tc1    | Tc2    | M3     | T'     | M1     | CT2    |
| Numeracja  | 06 101 | 06 201 | 06 301 | 06 401 | 06 501 | 06 601 | 06 701 | 06 801 | 06 901 | 06 001 |

Wagony 2, 4, 7 i 9 posiadają po jednym pantografie.

## Galeria

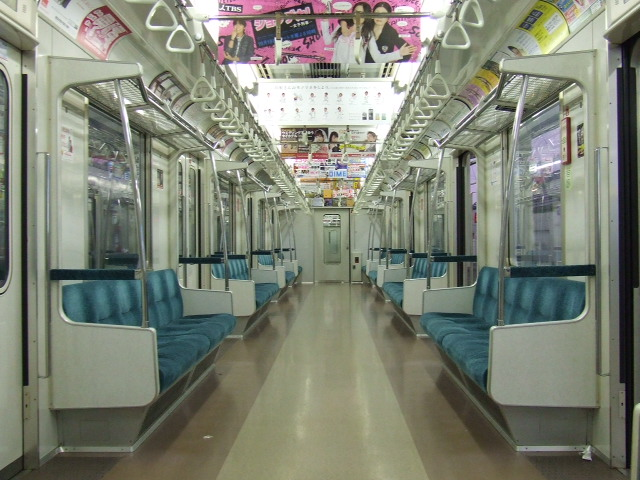
Wygląd wnętrza
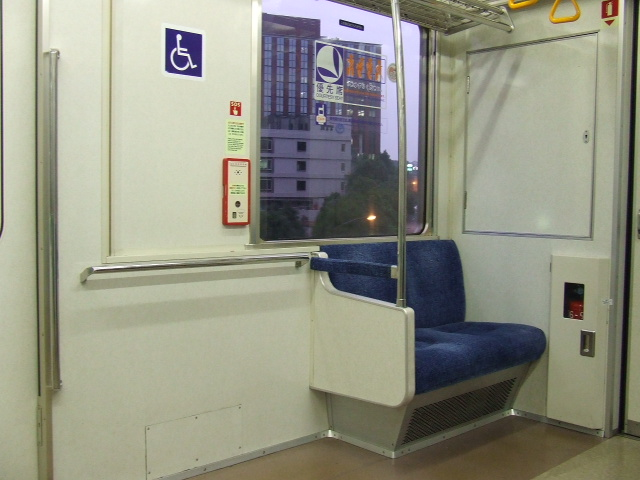
Miejsca dla osób uprzywilejowanych i miejsce dla wózka inwalidzkiego
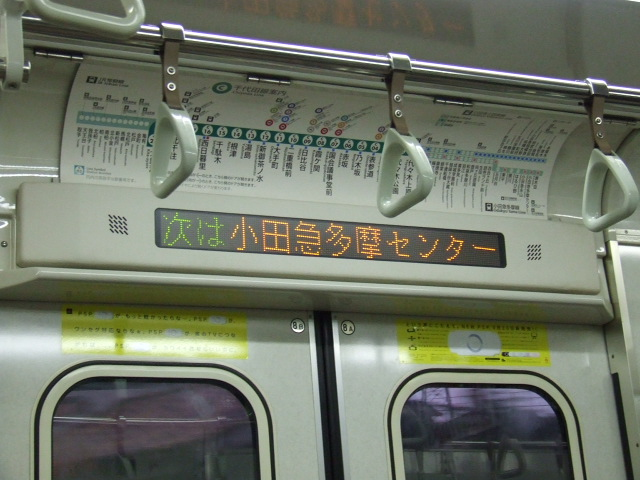
Wyświetlacze wewnętrzne dla pasażerów